# Hubert Ingraham

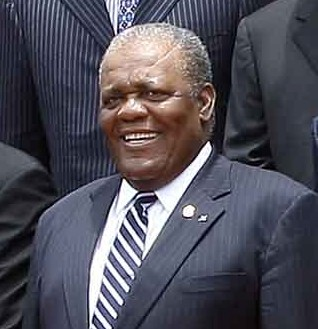
Hubert Ingraham

Hubert Alexander Ingraham (* 4. August 1947 in Pine Ridge auf Grand Bahama) war von 1992 bis 2002 und erneut von 2007 bis 2012 Premierminister der Bahamas. Er ist Mitglied des Free National Movement (FNM).
Durch den Wahlerfolg der Progressive Liberal Party bei den Parlamentswahlen 2002 verlor Ingraham sein Amt als Premierminister. Er war weiterhin Mitglied des House of Assembly für den Wahlkreis North Abaco.
Aus den Wahlen vom 2. Mai 2007 ging die FNM als Sieger hervor. Am 4. Mai 2007 wurde Ingraham erneut Premierminister der Bahamas. Bei den Wahlen vom 7. Mai 2012 gewann die PLP die absolute Mehrheit, Ingraham trat zurück und sein Vorgänger Perry Christie wurde erneut Premierminister.
Ingraham ist mit Delores Miller, Schuldirektorin einer Public High School, verheiratet und hat mit ihr fünf Kinder. Er gehört der Nassauer Zion Baptist Church an.